# Перо Матановић
Перо Матановић (Цетиње, 1826 — 1918) је био сердар црногорске војске, учесник важних битака 19. вијека између Црногораца и Турака.
Судјелује у одбрани Жупе Никшићке и Острога од Турака 1852. Командант је Ћеклића у бици на Граховцу 1858. Истиче се храброшћу и добрим командовањем током битке. Ради тога је одликован медаљом Обилића и наименован за сердара.
Постаје капетан племена Ћеклића 1862. Командант је једног од херцеговачких одреда током црногорско-турског рата 1876-1878. и битке на Вучјем долу. Перо Матановић се спомиње у новинама Цетињски вјесник.